# Бейзіл Макре
Бейзіл Макре (англ. Basil McRae, нар. 5 січня 1961, Бівертон) — канадський хокеїст, що грав на позиції крайнього нападника.
Провів понад 600 матчів у Національній хокейній лізі.
У Бейзіла є рідний молодший брат, також хокеїст в минулому Кріс.

## Ігрова кар'єра
Хокейну кар'єру розпочав 1977 року. З 1978 року захищав кольори клубу «Лондон Найтс».
1980 року був обраний на драфті НХЛ під 87-м загальним номером командою «Квебек Нордікс». У 1981 році Бейзіл провів у складі «Нордікс» 20 матчів, а решту сезону провів у фарм-клубі «Фредеріктон Експрес» (АХЛ). У 1983 році нападника обміняли до клубу «Торонто Мейпл-Ліфс», де він також здебільшого виступав у складі фарм-клубу «Сент-Кетерінс Сейнтс». У 1985 році Макре, як вільний агент уклав контракт з «Детройт Ред Вінгз», а у сезоні 1986–87 його разом з Джоном Огродником та Дугом Шедденем обміняли на гравців «Квебек Нордікс» Брента Ештона, Гілберта Делорма та Марка Кампела.
На початку сезону 1987 року Макре уклав довготривалий контракт із клубом «Міннесота Норт-Старс» в якому він вперше провів повний сезон у НХЛ. Разом із Шейном Чурлою вони створили міцний дует лідерів за кількістю набраних штрафних хвилин.
У сезоні 1992–93 Бейзіл спочатку обмінялм до «Тампа-Бей Лайтнінг», а згодом до «Сент-Луїс Блюз». Після чотирьох сезонів у складі «блюзменів» Макре підписав контракт із «Чикаго Блекгокс» у складі якого відіграв лише вісім матчів, перш ніж піти з професійного хокею.
Загалом провів 654 матчі в НХЛ, включаючи 78 ігор плей-оф Кубка Стенлі.
Разом із партнером по команді Майком Модано зіграв епізодичну роль у фільмі «Могутні качки».

## Після НХЛ
Разом із Дейлом Гантером та Марком Гантером є співласником клубу «Лондон Найтс». 21 жовтня 2014 року Макре став генеральним менеджером команди замінивши Марка Гантера, який став директором з персоналу гравців клубу «Торонто Мейпл-Ліфс». Ще раніше Бейзіл був скаутом клубів НХЛ «Колумбус Блю-Джекетс» та «Сент-Луїс Блюз».
6 липня 2016 року Макре пішов з посади генерального менеджера «Лондон Найтс» і став директором з персоналу гравців «Колумбус Блю-Джекетс». Його замінив на цій посаді Роб Сімпсон, який до того працював асистентом Бейзіла.

## Статистика
| Сезон        | Клуб                   | Ліга         | Регулярний сезон | Регулярний сезон | Регулярний сезон | Регулярний сезон | Регулярний сезон | Плей-оф | Плей-оф | Плей-оф | Плей-оф | Плей-оф |
| Сезон        | Клуб                   | Ліга         | І                | Г                | П                | О                | ШХ               | І       | Г       | П       | О       | ШХ      |
| ------------ | ---------------------- | ------------ | ---------------- | ---------------- | ---------------- | ---------------- | ---------------- | ------- | ------- | ------- | ------- | ------- |
| 1977–78      | «Сенека Нашіоналс»     | МетЮХЛ       | 36               | 21               | 38               | 59               | 80               | —       | —       | —       | —       | —       |
| 1978–79      | «Лондон Найтс»         | OMJHL        | 66               | 13               | 28               | 41               | 79               | 7       | 0       | 0       | 0       | 0       |
| 1979–80      | «Лондон Найтс»         | OMJHL        | 67               | 23               | 35               | 58               | 116              | 5       | 0       | 0       | 0       | 18      |
| 1980–81      | «Лондон Найтс»         | ОХЛ          | 65               | 29               | 23               | 52               | 266              | —       | —       | —       | —       | —       |
| 1981–82      | «Квебек Нордікс»       | НХЛ          | 20               | 4                | 3                | 7                | 69               | 9       | 1       | 0       | 1       | 34      |
| 1981–82      | «Фредеріктон Експрес»  | АХЛ          | 57               | 11               | 15               | 26               | 175              | —       | —       | —       | —       | —       |
| 1982–83      | «Квебек Нордікс»       | НХЛ          | 22               | 1                | 1                | 2                | 59               | —       | —       | —       | —       | —       |
| 1982–83      | «Фредеріктон Експрес»  | АХЛ          | 53               | 22               | 19               | 41               | 146              | 12      | 1       | 5       | 6       | 75      |
| 1983–84      | «Торонто Мейпл-Ліфс»   | НХЛ          | 3                | 0                | 0                | 0                | 19               | —       | —       | —       | —       | —       |
| 1983–84      | «Сент-Кетерінс Сейнтс» | АХЛ          | 78               | 14               | 25               | 39               | 187              | 6       | 0       | 0       | 0       | 40      |
| 1984–85      | «Торонто Мейпл-Ліфс»   | НХЛ          | 1                | 0                | 0                | 0                | 0                | —       | —       | —       | —       | —       |
| 1984–85      | «Сент-Кетерінс Сейнтс» | АХЛ          | 72               | 30               | 25               | 55               | 186              | —       | —       | —       | —       | —       |
| 1985–86      | «Детройт Ред-Вінгс»    | НХЛ          | 4                | 0                | 0                | 0                | 5                | —       | —       | —       | —       | —       |
| 1985–86      | «Адірондак Ред-Вінгс»  | АХЛ          | 69               | 22               | 30               | 52               | 259              | 17      | 5       | 4       | 9       | 101     |
| 1986–87      | «Детройт Ред-Вінгс»    | НХЛ          | 36               | 2                | 2                | 4                | 193              | —       | —       | —       | —       | —       |
| 1986–87      | «Квебек Нордікс»       | НХЛ          | 33               | 9                | 5                | 14               | 149              | 13      | 3       | 1       | 4       | 99      |
| 1987–88      | «Міннесота Норт-Старс» | НХЛ          | 80               | 5                | 11               | 16               | 378              | —       | —       | —       | —       | —       |
| 1988–89      | «Міннесота Норт-Старс» | НХЛ          | 78               | 12               | 19               | 31               | 365              | 5       | 0       | 0       | 0       | 58      |
| 1989–90      | «Міннесота Норт-Старс» | НХЛ          | 66               | 9                | 17               | 26               | 351              | 7       | 1       | 0       | 1       | 24      |
| 1990–91      | «Міннесота Норт-Старс» | НХЛ          | 40               | 1                | 3                | 4                | 224              | 22      | 1       | 1       | 2       | 94      |
| 1991–92      | «Міннесота Норт-Старс» | НХЛ          | 59               | 5                | 8                | 13               | 245              | —       | —       | —       | —       | —       |
| 1992–93      | «Тампа-Бей Лайтнінг»   | НХЛ          | 14               | 2                | 3                | 5                | 71               | —       | —       | —       | —       | —       |
| 1992–93      | «Сент-Луїс Блюз»       | НХЛ          | 33               | 1                | 3                | 4                | 98               | 11      | 0       | 1       | 1       | 24      |
| 1993–94      | «Сент-Луїс Блюз»       | НХЛ          | 40               | 1                | 2                | 3                | 103              | 2       | 0       | 0       | 0       | 12      |
| 1994–95      | «Пеорія Рівермен»      | ІХЛ          | 2                | 0                | 0                | 0                | 12               | —       | —       | —       | —       | —       |
| 1994–95      | «Сент-Луїс Блюз»       | НХЛ          | 21               | 0                | 5                | 5                | 72               | 7       | 2       | 1       | 3       | 4       |
| 1995–96      | «Сент-Луїс Блюз»       | НХЛ          | 18               | 1                | 1                | 2                | 40               | 2       | 0       | 0       | 0       | 0       |
| 1996–97      | «Чикаго Блекгокс»      | НХЛ          | 8                | 0                | 0                | 0                | 12               | —       | —       | —       | —       | —       |
| Усього в НХЛ | Усього в НХЛ           | Усього в НХЛ | 576              | 53               | 83               | 136              | 2453             | 78      | 8       | 4       | 12      | 349     |
| Усього в АХЛ | Усього в АХЛ           | Усього в АХЛ | 329              | 99               | 114              | 213              | 953              | 35      | 6       | 9       | 15      | 216     |